# Sieglinde Schneider

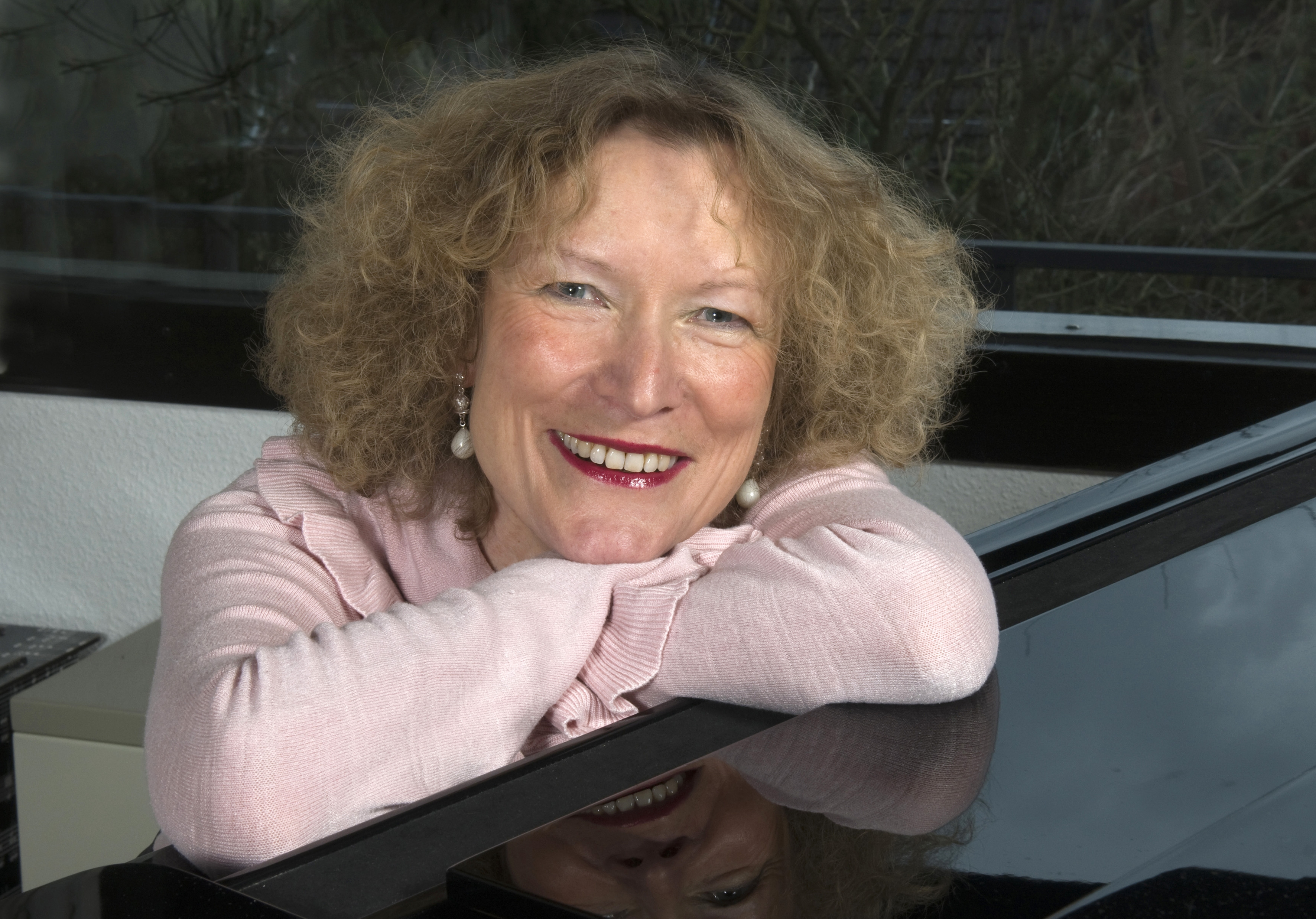
Sieglinde Schneider (2011)

Sieglinde Schneider (* 1953/1954 in Aachen) ist eine deutsche Sängerin (dramatischer Sopran).

## Leben
Sieglinde Schneiders musikalisches Talent wurde sehr früh entdeckt: Bereits ab ihrem 6. Lebensjahr sang sie in der Städtischen Singschule in Aachen, wo sie kleine Soloparts bei Auftritten übernahm. 1971 bestand sie mit 17 die Bühneneignungsprüfung am Theater Bonn unter der Leitung von Intendant Karl Pempelfort. Es folgten Ausbildungen in Rhythmik und Gesang an den Musikhochschulen Köln, Wien und Freiburg, die sie 1984 mit staatlichem Diplom und künstlerischer Bühnenreifeprüfung abschloss. Sie absolvierte Meisterkurse unter anderem bei Walter Berry, Daniel Ferro und Maxine Davis. Aus der Kinderstimme entwickelte sich ein dramatischer Sopran.
Nach dem Studium arbeitete Sieglinde Schneider freiberuflich als Lied- und Konzertsängerin. Ende der 1980er Jahre unternahm sie eine Tournee durch die Schweiz und Deutschland mit einem spanischen Liedprogramm in Gitarrenbegleitung. 1989 erfolgte eine Aufzeichnung der Lorca-Lieder beim Südwestfunk. Schneider wirkte auch bei einer Aufnahme der Oper Le pauvre matelot von Darius Milhaud beim DRS (Studio Basel) mit.
Sie trat u. a. in der Münchner Philharmonie am Gasteig (gemeinsam mit dem Münchner Gitarrenquartett) und in der Berliner Philharmonie (1998; als Solistin im Oratorium Paulus) auf, aber auch international, etwa in Moskau und im Deutschen Haus in New York.
Im April 2000 trat sie in der Trinitatis-Kirche in Köln als Sopran-Solistin in dem Oratorium Der Messias auf; das Konzert wurde in einem Live-Mitschnitt auch auf CD veröffentlicht. 2005 sang sie die Rolle der Pamina in der Oper Die Zauberflöte bei einer konzertanten Opernproduktion in Bochum unter der musikalischen Leitung von Peter Gunde. Zum Auftakt der Saarlouiser Orgeltage wirkte sie im Oktober 2005 als Solistin in der deutschen Erstaufführung von Giovanni Paisiellos Messe und Te Deum aus der Krönungsmusik für Napoleon I. mit.
1995 brachte Schneider zusammen mit Stewart Emerson am Klavier die CD Lieder von Komponistinnen heraus, die Aufnahmen von Luise Adolpha Le Beau, Emilie Zumsteeg, Luise Reichardt, Clara Schumann, Fanny Hensel und Alma Mahler enthielt. Die CD wurde von der Stiftung Kunst und Kultur unterstützt.
Neben ihrer künstlerischen Tätigkeit arbeitet Schneider als Stimmtrainerin und Gesangspädagogin. Als Dozentin wirkte sie an der Universität Koblenz (Gesang) und an der Southern Oregon University (in einer Masterclass).
Ein Höhepunkt ihrer Karriere war ein Auftritt im Deutschen Bundestag zum Volkstrauertag 2009. Unter dem Motto „Zuversicht aus Musik und Literatur“ trug Sieglinde Schneider Lieder aus ihrem Programm „Krieg und Frieden“ vor.
Schneider lebt in Kall in der Eifel.

## Diskografie
- 1995: Lieder von Komponistinnen (Thomas Hallek)